# Клепацкий, Павел Григорьевич
Павел Григорьевич Клепацкий (укр. Павло Григорович Клепатський; 12 января 1885, с. Пугачовка, Киевская губерния — после 1938) — украинский и советский историк, краевед, педагог. Член Украинской Центральной рады.

## Биография
Родился в семье священника. Окончил Богуславское духовное училище, Киевскую духовную семинарию.
В 1908 году защитил диплом историко-филологического факультета Новороссийского университета в Одессе, до 1917 года преподавал в этом университете.
В 1918—1920 годах — приват-доцент, профессор Каменец-Подольского государственного украинского университета.
Член Украинской Центральной рады от Херсонской губернии.
После установления советской власти проводил обследование историко-культурных памятников Каменец-Подольского, определял конкретные меры по их охране и хранению.
С 7 июня 1922 года возглавлял архивное управление Каменец-Подольского уездного комитета памятников старины, искусства и природы.
В 1923 −1931 годах — преподаватель, профессор Полтавского института народного образования.
Активно печатался в местных издательствах и в «Записках» Каменец-Подольского университета (исследования по истории Украины, исторического краеведения). В Полтаве подготовил докторскую диссертацию, посвященную истории Диканьского поместья Кочубеев.
В 1931 году был арестован. Долгое время он находился в заключении, выйдя на свободу переехал в Мелитополь, где его зачислили преподавателем местного педагогического института.
В 1934 году переехал в Оренбург, где был зачислен на должность штатного профессора исторической дисциплины Татаро-Башкирского университета.
В 1935 году переехал в Махачкалу, работал в Дагестанском педагогическом институте на кафедре истории, в сентябре 1936 года был уволен за «троцкизм».
Переехал в Соль-Илецк, где устроился на работу в среднюю школу.
Был арестован в мае 1936 года по обвинению в создании организации которая готовила кадры для борьбы с советской властью, с целью отторжения Украины от СССР. Был приговорен к 5 годам заключения. В 1938 году его дело было пересмотрено, срок заключения был увеличен до 7 лет.
Дальнейшая судьба не известна.

## Труды
- Очерки по истории Киевской земли. — Одесса, 1912. — Т. 1: Литовский период. — 599 с.
- Императрица Екатерина Вторая: характеристика личности и царствования (по новейшим документам и исследованиям). — Одесса, 1912. — 44 с.
- Конспект лекцій по історії України (укр.). — Одеса, 1918. — 32 с.
- Марко Вовчок та його «Народні оповідання» (укр.). — Кам’янець-на-Поділлю, 1919. — 40 с.
- Український байкар Євген Гребінка (1812—1848) (укр.). — Кам’янець-Подільський, 1919. — 28 с.
- Літописець Якова Лизогуба (1507—1737) (укр.). — Кам’янець-Подільський, 1920. — 8 с.
- Український мандрівний фільософ Григорій Савич Сковорода (укр.). — Кам’янець-на-Поділлю, 1920. — 32 с.
- Огляд джерел до історії України (курс лекцій, читаних протягом 1919 академічного року). — Вип. I: Джерела візантійські, арабські, західні, українсько-руські, юридичні памятки, літописи, хронографи й синодики, подорожі чужинців (укр.). — Кам’янець-на-Поділлю, 1920. — 137 с. Архивировано 26 марта 2024 года.
- Літопис Самійла Величка (укр.) // Записки Полтавського інституту народної освіти. — Кн. 2. — Полтава, 1925. — С. 37—76.
- Господарство Диканського маєтку Кочубеїв у першій половині XIX в. (укр.) // Ювілейний збірник на пошану академіка Дмитра Івановича Багалія з нагоди сімдесятої річниці життя та п’ятдесятих роковин наукової діяльності. — Київ: УАН, 1927. — С. 967—989. Архивировано 1 ноября 2019 года.
- Про так званий «певний (достоверний) руський» або «рукописний козацький» літопис (укр.) // Записки Полтавського інституту народної освіти. — Полтава, 1927. — Т. 4: 1926—1927. — С. 23—34.
- М. О. Максимович як історик (укр.) // Україна. — Кн. 6. — Київ: Державне вид-во України, 1927. — С. 80—84.
- Листування Олександра Андрійовича Безбородька з своїм батьком як історичне джерело (укр.) // Ювілейний збірник на пошану академика Михайла Сергієвича Грушевського з нагоди шістьдесятої річниці життя та сорокових роковин наукової діяльности. — Київ: УАН, 1928. — Т. I. — С. 280—285.
- Стосунки урядництва Диканського маєтку Кочубеїв з кріпаками в першу половину XIX ст. (за матеріалами Диканського архівного фонду в Полтавськім крайістархіві) (укр.) // Записки Полтавського наукового при Всеукраїнській академії наук товариства. — Полтава, 1928. — Вип. II. — С. 1—16. Архивировано 13 июля 2024 года.
- Невідомий український мемуар з часів Шведчини (укр.) // Україна. — Кн. 34. — Київ: Державне вид-во України, 1929. — С. 3—6.
- Голос капіталу з України першої половини ХІХ ст. (укр.) // Україна. — Кн. 38. — Київ: Державне вид-во України, 1929. — С. 73—82.
- Декілька документів з Диканського архіву Кочубеїв (укр.) // Український археографічний збірник. — Київ: ВУАН, 1930. — Т. III. — С. 253—263. Архивировано 1 ноября 2019 года.
- Дворянське земське ополчення («козаки») 1812 р. на Полтавщині (укр.) // За сто літ. — Кн. 5. — Харків—Київ: Державне вид-во України, 1930. — С. 6—21.